# Roy Wood
Roy Adrian Wood ( Birmingham, 8 november 1946) is een Britse rockmuzikant die lid is geweest van onder anderen de bands The Move, Electric Light Orchestra en Wizzard. Door zijn opvallende verschijning was hij een voorloper van de glamrock.

## Biografie
Het eerste instrument waar Roy Wood op speelde, was het drumstel. Op zijn zesde speelde hij met een big band op het huwelijk van zijn zus. Op zijn twaalfde woonde hij een concert bij van The Shadows. Het gitaarspel van Hank B. Marvin inspireerde hem om zelf ook gitaar te spelen. Op zijn veertiende vormde hij een band genaamd The Falcons. Enige tijd later werd hij beroepsmuzikant, eerst bij Gerry Levene and the Avengers en later bij Mike Sheridan and the Nightriders. 
In 1964 was hij een van de oprichters van de beatgroep The Move, waarvoor hij ook de meeste liedjes schreef en zong. Bekende nummers zijn onder meer Blackberry way, Fire brigade, Flowers in the rain, I can hear the grass grow, Night of fear en California man.
Wood richtte samen met Move-drummer Bev Bevan en zanger/gitarist Jeff Lynne een band op met veel klassieke invloeden en met strijkinstrumenten in plaats van de gebruikelijke gitaren. Deze nieuwe band noemden ze Electric Light Orchestra (ook wel ELO genoemd). Ze sloten een platencontract af en brachten een (titelloos) album uit, dat Roy Wood en Jeff Lynne samen hebben geschreven en geproduceerd. Nadat ze een paar maanden hadden gerepeteerd met een strijkerssectie, gaven ze een aantal uitgebreide concerten. Roy verliet de band  echter na korte tijd, wegens strubbelingen met het management. Hij heeft slechts op twee albums van ELO gespeeld, het eerste gelijknamige album en ELO 2.
Roy Wood nam zijn eerste soloalbum op in de Abbey Road Studios in Londen  dat verscheen in 1973 en was getiteld Boulders. Later dat jaar vormde hij een nieuwe band Wizzard. Deze band had een afwijkende bezetting, met twee drummers, twee cellisten en twee saxofonisten. De bombastische muziekstijl die gevormd werd door deze uitgebreide samenstelling was vergelijkbaar met “The wall of sound” van de Amerikaanse producer Phil Spector. Het bijzondere karakter van Wizzard werd versterkt door de bizarre kostuums en opvallende make-up. De band scoorde een aantal hits, waaronder Ball park incident, See my baby jive en I wish it coud be Christmas every day. De muziek op het eerste soloalbum Wizzard Brew is jazz-georiënteerd. De band is opgeheven in 1975, omdat de opbrengsten ontoereikend waren om de spectaculaire optredens te bekostigen.  
Daarna heeft Roy Wood een aantal platen uitgebracht met wisselend succes en in samenwerking met artiesten als Moody Blues, Rick Wakeman en Status Quo. In de loop der jaren heeft Wood diverse onderscheidingen ontvangen en met meer dan dertig nummers in de hitlijsten gestaan. Veel van zijn liedjes zijn ook uitgebracht door andere artiesten, zoals Wilson Phillips, Nancy Sinatra, The New Seekers, The Fortunes, The Amen Corner, Nick Lowe, The Casuals, Showaddywaddy, Marillion, Graham Bonnet, Cheap Trick, Drake Bell, Kaiser Chiefs, en The Wonder Stuff. In 2017 werd de oorspronkelijke bezetting van ELO (Roy Wood, Jeff Lynne, drummer Bev Bevan en keyboardspeler Richard Tandy) opgenomen in de Rock and Roll Hall of Fame.

## Discografie

### Solo
- Boulders (1973)
- Mustard (1975)
- On the road again (1979)
- Starting up (1987)

### met The Move
- The Move (1968)
- Shazam (1970)
- Looking on (1970)
- Message from the country (1971)

### met The Electric Light Orchestra
- The Electric Light Orchestra (1971)
- ELO 2 (1973)

### met Wizzard
- Wizzard brew (1973)
- Introducing Eddy and the Falcons (1974)
- Main street (2000)

### met Wizzo Band
- Super active wizzo (1977)

- Biblioteca Nacional de España: XX1161760
- Bibliothèque nationale de France: cb139255991 (data)
- Gemeinsame Normdatei: 134647645
- International Standard Name Identifier: 0000 0000 8121 9856
- Library of Congress Control Number: n95097319
- MusicBrainz: 9b39603c-0bdf-4697-86d2-fdd3498b4c0e
- Nationale Bibliotheek van Tsjechië: xx0035474
- Nationale en Universitaire bibliotheek Zagreb: 000691226
- Système universitaire de documentation: 229665756
- Virtual International Authority File: 1321149198247074940005